# Rio Verde Pequeno (vattendrag i Brasilien)
Rio Verde Pequeno är ett vattendrag i Brasilien. Det ligger i den östra delen av landet, 500 km öster om huvudstaden Brasília.
Omgivningarna runt Rio Verde Pequeno är huvudsakligen savann. Runt Rio Verde Pequeno är det mycket glesbefolkat, med 2 invånare per kvadratkilometer.